# Xevioso lichmadina
Xevioso lichmadina är en spindelart som beskrevs av Griswold 1990. Xevioso lichmadina ingår i släktet Xevioso och familjen Phyxelididae. Inga underarter finns listade i Catalogue of Life.